# Danielle Le Bricquir
Danielle Le Bricquir, née à Paris le 10 octobre 1941, est une peintre, sculptrice et illustratrice française.
L'ensemble de son œuvre est étroitement lié à l'art singulier et au mouvement Cobra.
Certaines de ses œuvres sont conservées dans des musées français,.

## Biographie
Dès 1980, Danielle Le Bricquir se consacre à la peinture et la sculpture. De 1982 à 1989, elle suit les cours de Georges Arditi.
Elle préside, à partir de 2002, l'Association des artistes du 4e et crée en 2004 les sections « Primitifs contemporains » puis « Mythes et réalités » au sein du Salon d'automne de Paris, regroupant une vingtaine d'artistes dans la mouvance de l'art singulier.
Féministe engagée, elle est fondatrice de l'Association résistance internationale des femmes à la guerre, et publie en 1987 La paix, les femmes !, ouvrage dans lequel elle évoque sa rencontre avec Simone de Beauvoir et May Picqueray. De 1973 à 1986, elle milite auprès de Gisèle Halimi qu'elle représente à Leningrad au congrès des femmes pour la paix en 1986, en présence de Valentina Terechkova, première femme cosmonaute.
Danielle Le Bricquir procède à la rencontre de l'écriture et la peinture à partir de sa thèse de doctorat intitulée Le groupe pictural “Cobra” et l'écriture, publiée en 1998 aux Éditions Presses Universitaires du Septentrion.
L'artiste expose en France et à l'étranger. Son œuvre figurative et féérique est un hymne à la poésie et s'inspire des légendes celtes, réminiscences de son enfance bretonne.
Elle partage sa vie entre Paris et son atelier en Bretagne,.

## Œuvres

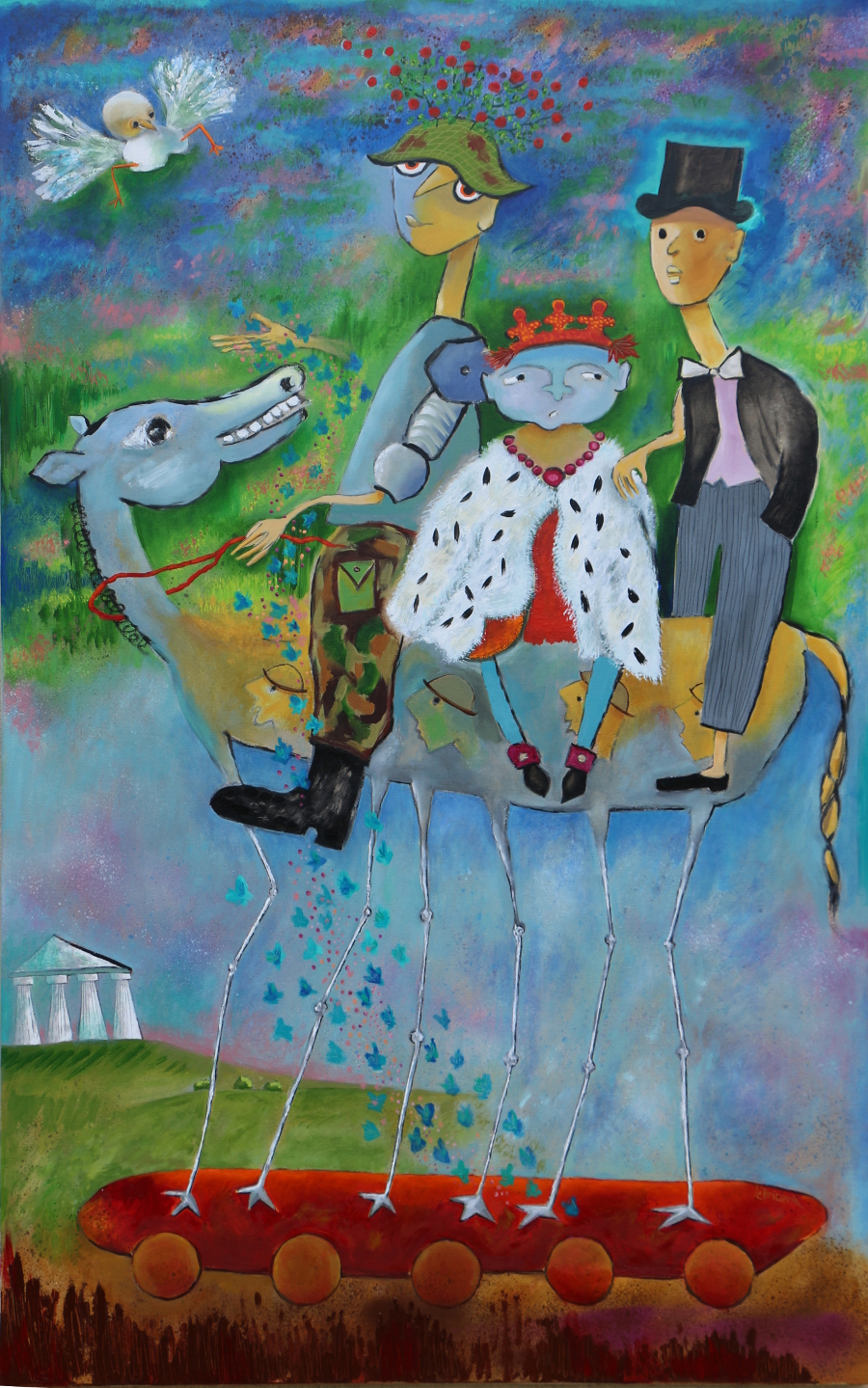
La Route d'ILIUM, huile sur toile, Collection privée.

### Illustrations
- Michel Girin, Pierrot Delalune, Éditions Presse du Cloître de Saint-Thonan, 2016.
- Jacques Simonomis, La Garden Party, Éditions Clapas, 2002  (ISBN 2-91 4616-34-1).
- Jean-Marc Couvé,"Battu", Editions La Lucarne ovale

### Publications
- Danielle Le Bricquir, Une mythologie personnelle, Eric Sivry, Éditions Unicité, 2021,100 p.  (ISBN 978-2-37355-614-8)
- Avec N. Bernard, La Colombe et l'Encrier. Pour une pédagogie de la paix, Éditions Syros, 1983, 211 p.  (ISBN 2901968759).
- Construire la paix à l'école maternelle, avant-propos du professeur Kastler, 1984.
- 1985 : Avec O. Thibault, Féminisme et Pacifisme, même combat, Éditions Les lettres libres, 149 p.  (ISBN 2-86751-074-0).
- La Paix, les femmes !, préface d'Albert Jacquard, Presses universitaires de Grenoble, 1987, 173 p.  (ISBN 978-2706102967).
- Le groupe pictural COBRA et l'écriture, Presses Universitaires du Septentrion, 1998  (ISBN 2-284-01092-X).
- « COBRA », Les Friches de l'Art, no 23, 2000.
- Catalogue Danielle Le Bricquir, textes de P. Souchaud, D.Jeanson, F. El Baccouche, A. Ollivennes, G. Sendrey, Éditions Lelivredart, 2002.
- Catalogue Danielle Le Bricquir, textes de N. Coret, P.Souchaud, JM Couvé, Éditions Lelivredart, 2008  (ISBN 978-2-35532-032-3).
- Arthur, Roi de légende, Éditions Lelivredart, 38 p.  (ISBN 978-2-35532-326-3).
- Catalogue Danielle Le Bricquir, textes de P. Le fur, I. Cornea, C. de Préval, FC. Baitinger, Éditions Lelivredart, 2015  (ISBN 978-2-35532-218-1)
- La fabrique des rêves, dessins et coloriages, Éditions Lelivredart, 2019  (ISBN 978-2-35532-326-3).
- Catalogue Danielle Le Bricquir, Calligraphier l'immensité. Textes de Christian Noobergen. Edition : Lelivredart 2024  (ISBN 978-2-35532-438-3)

### Œuvres dans les collections publiques
- Château du Tremblay. CRAC, toiles cousues : Crocs blancs et Prises de bec
- Bègles, musée de la Création Franche : Gorsiff, toile cousue et trois totems.
- Laval, musée d'Art naïf et d'Arts singuliers : Le Fauteuil du roi Arthur, sculpture.
- Le Mans, fonds international d'Art actuel :
  - La Dame à la licorne, sculpture ;
  - Epona, reine celte, sculpture.
- Montolieu, musée Cérès Franco :
  - L'Arbre à rêves, sculpture ;
  - L'Ogre de Huelgoat, sculpture ;
  - Le Sorbier d'Avallon, sculpture ;
  - La Sieste du loup, toile.
- Nice, musée international d'Art naïf Anatole-Jakovsky :
  - La sirène de Sizun, bas relief en céramique ;
  - La sirène de Sizun, toile ;
  - Rue de la mer bonne, toile.
- Praz-sur-Arly, mairie : La Partie de campagne, bas-relief.
- Versailles, hôtel de ville : Totem.
- Villeneuve-d'Ascq, LaM :
  - Les neuf mois de Merlin, sculpture ;
  - L'Attente des beaux jours, sculpture ;
  - Sans titre, sculpture ;
  - Le Bonheur mitoyen, toile ;
  - Chuchotements vifs, toiles.
- Cahors, Musée de Cahors Henri-Martin :
  - La Licorne apprivoisée, toile de jute, carton, fils ;
  - Sans titre, gouache, 14 × 15,5 cm.
- Sotteville-lès-Rouen, Musée Art et Déchirure :
  - Le cri ou le chant de la liberté, huile sur toile, 73 × 50 cm ;
  - Crazy Cow, acrylique sur panneau, 125 × 78 cm.

## Expositions

### Expositions muséales

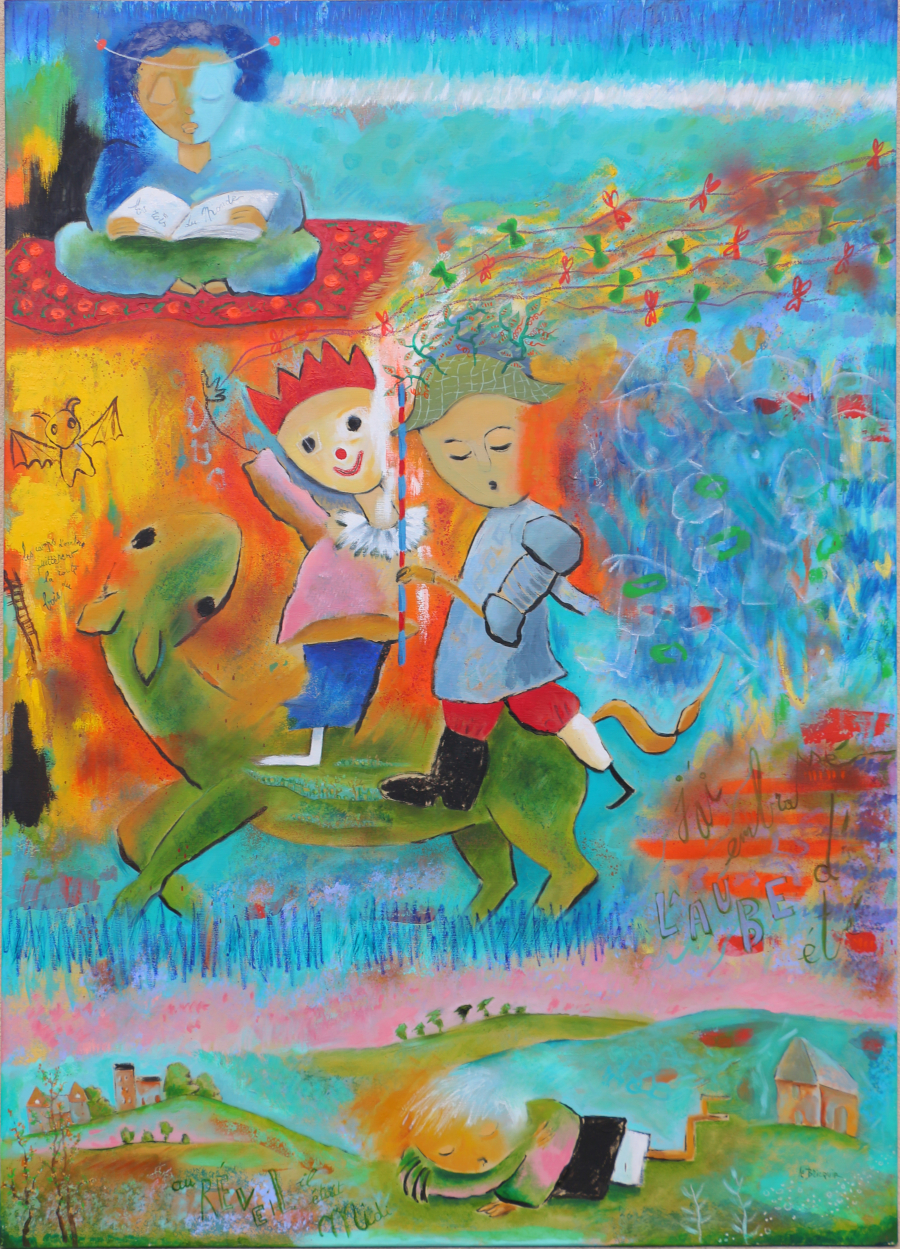
Les Rois du monde, huile sur toile, Collection privée

- 1995 : galerie Imago, musée de la Création Franche, Bègles (exposition personnelle).
- 1998 : Le jardin enchanté, musée du Stadshof, Zwolle, Hollande (invitée d'honneur).
- 1998 : La fête, musée des Avelines, Saint-Cloud (exposition personnelle).
- 2000 : Les Magiciens de la Mer, musée international d'Art naïf Anatole-Jakovsky, Nice.
- 2004 : Art brut, vigne et vin, Musée Marcel-Sahut, Volvic.
- 2005 : Bretagne, terre des peintres, musée de Rizhao, Chine.
- 2009 : La vigne et le vin, musée de l'Art en marche, Saint-Symphorien-de-Lay.
- 2010 : Les pluriels du singulier, musée international d'Art naïf Anatole-Jakovsky, Nice.
- 2011, 2013 : Les Métamorphosées, Halle Saint-Pierre, Paris.
- 2012 : Happy art, musée des Beaux-Arts de Pau.
- 2013 : musée départemental de Västernoorland, Harnosand, Suède.
- 2016 : centre national des Arts de Tokyo, Japon.
- 2017 : L'internationale des visionnaires, La Coopérative-musée Cérès Franco, Montolieu.
- 2017 : musée Yan'Dargent, Saint-Servais (exposition personnelle).
- 2018 : musée de la Femme, Mexico, Mexique (exposition personnelle).
- 2018 : Formats utiles, musée de la Création Franche, Bègles.
- 2018 : musée municipal Georges Turpin, Parthenay.
- 2019 : La Coopérative-musée Cérès Franco, Carcassonne[7].
- 2019 : En territoires imaginaires, musée d'Art naïf et d'Arts singuliers, Laval.
- 2019 : International Children’s Art Museum, Xi'an, Chine.
- 2020 : Musée le FIAA.
- 2021 : 6e salon de la sculptures.Guerlesquin
- 2022 : Grand Palais éphémère, Paris: Comparaisons
- 2022 : Salon d'Automne,National Art Center, Tokyo, Japon
- 2023 : Grand Palais éphémère, Paris: Comparaisons
- 2024 : Salon d'Automne: Paris Champs Elysées

### Expositions personnelles
- 1990 : galerie Christophe, La Varenne.
- 1991 : Salon de Air Inter, Orly.
- 1992 : Les peintres du Marais, Paris.
- 1993 : galerie La Geôle, Versailles.
- 1994 : galerie du Temple, Paris.
- 1994 : Verticalités de Brocéliande, Espace Baudricourt, Paris.
- 1995 : galerie l’Œil de Bœuf, Paris.
- 1995 : La peinture au long cours, galerie L'usine, Paris.
- 1996 : galerie des Monts d'Arrée, Brasparts.
- 1997 : Invitation au voyage, galerie l'Œil du 8, Paris.
- 1998 : Premières gouaches, galerie du Soleil bleu, Versailles.
- 1999 : galerie Rivaud, Poitiers.
- 2000 : galerie du Mont Leroux, Huelgoat.
- 2001 : galerie AREKOM, Morlaix.
- 2002 : galerie L'Escalier, Orléans.
- 2003 : Celtamorphoses, galerie Home'art, Perros-Guirec.
- 2004 : galerie Huis Clos, Paris.
- 2005 : galerie Les remparts, Le Mans.
- 2006 : lycée français de New York, États-Unis.
- 2007 : galerie Gramercy, New York, États-Unis.
- 2008 : Le réel de l'art, galerie Rubens, Bruxelles.
- 2009 : galerie Artotia, Morlaix.
- 2009 : Espace Monod, Le Mans.
- 2010 : Galerie Lee. Paris
- 2010 : L'Art en scène. Avignon
- 2011 : Un rêve pour l'été, Espace des Blancs Manteaux, Paris[8].
- 2012 : Moulin de Chantereine, Précy.
- 2013 : Galerie Miyawaki, Le facteur Cheval, Kyoto, Japon.
- 2014 : Chapelle d'Ombreval, Neuville-sur-Saône.
- 2015 : Galerie Totem, Dinard.
- 2015 : "Echappée Belle". Maison des Traouïéro. Perros-Guirec
- 2016 : Galerie Home'art, Perros-Guirec.
- 2017 : Galerie d'Art et d'Or, Chatillon.
- 2018 : Galerie Irène Bonny, Lannion[9].
- 2018 : collégiale Sainte Croix, Loudun.
- 2018 : galerie Regard, Brest.
- 2019 : halles de Guerlesquin.
- 2019 Chapelle de Portbail l
- 2019 : galerie Christian Croset, Nogent-sur-Marne.
- 2020 : Galerie 170,Poitiers
- 2020 : Prieuré Saint-Vincent, Chartres
- 2021 : Salle des Régates, Pléneuf Val André
- 2023 : Espace La Fontaine Trégastel
- 2024 : Galerie De Causans, Paris

### Expositions collectives
- 1989, 1992 : Figuration critique, Grand Palais, Paris.
- 1991 : Fémin'Art, mairie du 13e arrondissement, Paris.
- 1992 à 2025 : Salon d'automne, Paris.
- 1993 : Art en folie, Maison Prévert, Dieppe.
- 1994 : Astrolabe, La Rochelle.
- 1995 : La face cachée de l'Art contemporain : Art Brut et Compagnie, Halle Saint-Pierre, Paris.
- 1996 : palais des Arts, Cracovie, Pologne.
- 1997 : Vous avez dit Singuliers ?, Centre régional d'Art contemporain, château du Tremblay.
- 1998 : 50e Salon de Saint-Cloud, musée des Avelines.
- 1999 : Puls'Art, Cité des Arts, Le Mans.
- 2000 : château de La Roche Jagu, conseil général des Côtes-d'Armor.
- 2001 : Couleurs à hauteurs d'auteurs, Association des paralysés de France, Espace des Blancs manteaux, Paris.
- 2001 : Les récalcitrants, galerie Favre, Avignon.
- 2001 :"ça c'est le bouquet", Conseil général des Bouches du Rhône_Aix en provence
- 2002 : musée de Zitan, Salon d'automne à Pékin, Chine.
- 2003 : Désirs bruts, collection Céres Franco, Les Ullis.
- 2004 : Salon Comparaisons, Grand Palais, Paris.
- 2004 : Vente aux enchères à ARTCURIAL, Paris.
- 2005 : Viva Maria, galerie Fanfan des Mûres, Lyon.
- 2006 : Paris-Berlin. Artistes du 4e, Espace des Blancs Manteaux, Paris.
- 2006 : Salon Art Metz, Foire européenne d'art contemporain, Metz.
- 2007 : Groupe 109, Cité internationale des arts, Paris.
- 2007, 2015 : Salon des arts, Cavan[10].
- 2008 : Linéart, FIAC de Gand, Belgique.
- 2009 : Biennale d'art et littérature, Salon d'automne de Paris, Le Caire, Égypte.
- 2009 : Salon du dessin et de la peinture à l'eau, Art en Capital, Grand Palais, Paris.
- 2009 : Théâtre d'Amour, galerie Françoise Souchaud, Lyon.
- 2010 : galerie Solyanka, Salon d'automne de Paris, Moscou, Russie.
- 2010 : Le pluriel du singulier, musée international d'Art naïf Anatole-Jakovsky, Nice.
- 2011 : Biennale d'art et littérature, Salon d'automne de Paris, Le Caire, Égypte.
- 2011 : Ponts, Palais des papes, Avignon.
- 2011 : Picasso Art Gallery, Salon d'automne de Paris, Le Caire, Égypte.
- 2011 : Salon d'automne de Paris, Sarria, Espagne.
- 2012 : Les Hivernales, palais des congrès, Montreuil.
- 2012 : Salon d'automne international, Port de Jaffa, Tel Aviv, Israël.
- 2012 : National Art center Museum, Salon d'automne de Paris, Tokyo, Japon.
- 2012 : Musée de Hainan, Salon d'automne de Paris, Haikou, Chine.
- 2013 : Désirs Bruts, La Maison des Arts, Collection Cérès Franco, Châtillon.
- 2014 : Festival Art et Déchirure, Rouen.
- 2014 : Happy Art, Orangerie du Sénat, Paris.
- 2015 : Cobra Suite, château de Kervazec, Saint-Goazec.
- 2015 : Maison des Traouiero, Perros-Guirec.
- 2015 : Dialogue Slovaquie, Cité internationale des arts, Paris.
- 2016 : Salon d'automne d'Amérique latine, São Paulo, Brésil.
- 2016 : Exhibition Center Union Artist, Saint-Pétersbourg, Russie.
- 2017 : Salon Comparaisons, Grand palais, Paris.
- 2018 : musée d'Art et d'Histoire, Salon d'automne de Paris, Partenay
- 2019 : Galerie Art & Miss. Paris
- 2020 : Galerie E. de Causans, Paris
- 2021 : Maison Prévotale, Plougasnou
- 2022 : Comparaisons, Grand Palais Ephemere de Paris.
- 2022 : Salon d'automne, Grande halle de la Villette, groupe Mythes et Singularité, Paris.

## Récompenses
- 1992 : prix et achat de la Ville de Versailles, festival Artistes dans la rue.
- 1994 : Fondation "Follereau", "Les artistes contre la lèpre
- 1998 : prix du jury, Salon des arts plastiques de Poitiers.
- 1998 : invitée d'honneur et prix du Salon de la Ville de Saint-Cloud (médaille de bronze).
- 2000 : invitée d'honneur au Salon de mai de Maisons-Laffitte
- 2007 : invitée d'honneur au lycée français de New York, États-Unis.
- 2008 : Création d'une sculpture pour le "grand prix" de la musique bretonne remis par le journal "Le télégramme" aux frères Guichen
- 2014 : prix du Salon international d'art et littérature du Caire, Égypte.
- 2019 : prix des amis du Salon d'automne, Paris[11].

### Émissions radiophoniques
- 1996 : Les Arts et les Gens, France Culture[réf. incomplète].

### Émissions télévisées
- 1996 : TV Cracovie, à l'occasion d'une exposition au musée des Beaux-Arts de Cracovie[réf. incomplète].